# Provinz Churcampa
Die Provinz Churcampa ist eine von sieben Provinzen der Region Huancavelica im Südwesten von Peru. Die Provinz hat eine Fläche von 1232 km². Beim Zensus 2017 lebten 34.549 Menschen in der Provinz. Im Jahr 1993 lag die Einwohnerzahl bei 44.488, im Jahr 2007 bei 44.903. Die Provinzverwaltung befindet sich in der Kleinstadt Churcampa.

## Geographische Lage
Die Provinz Churcampa liegt etwa 280 km ostsüdöstlich der Landeshauptstadt Lima. Sie liegt in der peruanischen Zentralkordillere und weist eine Längsausdehnung in NNW-SSO-Richtung von etwa 60 km auf. Der Fluss Río Mantaro umfließt die Provinz und bildet dabei deren südwestliche, südliche, östliche und nordöstliche Grenze.
Die Provinz Churcampa grenzt im Nordwesten an die Provinz Tayacaja, im Osten an die Provinz Huanta (Region Ayacucho) sowie im Südwesten an die Provinz Acobamba sowie im Westen an die Provinz Huancavelica.

## Verwaltungsgliederung
Die Provinz Churcampa gliedert sich in elf Distrikte (Distritos). Der Distrikt Churcampa ist Sitz der Provinzverwaltung.
| Distrikt             | Verwaltungssitz      |
| -------------------- | -------------------- |
| Anco                 | La Esmeralda         |
| Chinchihuasi         | Chinchihuasi         |
| Churcampa            | Churcampa            |
| Cosme                | Santa Clara de Cosme |
| El Carmen            | Paucarbambilla       |
| La Merced            | La Merced            |
| Locroja              | Locroja              |
| Pachamarca           | Pachamarca           |
| Paucarbamba          | Paucarbamba          |
| San Miguel de Mayocc | San Miguel de Mayocc |
| San Pedro de Coris   | San Pedro de Coris   |